# Publons
Publons là một trang web thương mại cung cấp dịch vụ miễn phí cho các học giả để theo dõi, xác minh và giới thiệu những đóng góp trên lĩnh vực biên tập và bình duyệt phản biện ngang hàng (peer review) cho các tạp chí học thuật. Nó được ra mắt vào năm 2012 và được Clarivate mua lại vào năm 2017. Publons tuyên bố rằng có hơn 3.000.000 nhà nghiên cứu đã tham gia trang web, và hơn một triệu bài đánh giá, bình duyệt trên 25.000 tạp chí. Vào năm 2019, ResearcherID, một cơ sở dữ liệu định danh nhà khoa học của Thomson Reuters, đã được tích hợp với Publons.

## Khái quát
Phản biện là phần quan trọng bậc nhất của toàn bộ chu trình biên tập hàn lâm, đưa một bản thảo từ giai đoạn sơ khai tới thế giới văn bản hàn lâm chính thức (literature) và đưa ra công chúng. Tuy vậy, cơ sở dữ liệu của các cây bút phản biện rất phân tán, công việc anh hùng thầm lặng của họ hầu như không được ghi nhận ngoại trừ vài dòng của tạp chí thi thoảng cảm ơn khi tổng kết năm, thêm nữa hoạt động khoa học quan trọng bậc nhất này hầu như không được tính vào thành tựu của nhà nghiên cứu. Những người phản biện được coi là những "người gác cửa" thầm lặng cho các ấn phẩm khoa học quốc tế.
Publons được thành lập bởi Andrew Preston và Daniel Johnston nhằm giải quyết tình trạng này và khuyến khích sự hợp tác và tăng tốc phát triển khoa học. Hệ thống sẽ kết nối các hồ sơ các tay bút, liên kết dữ liệu bài vở đã được xử lý, mang thông tin đó chảy thông suốt tới các nhà xuất bản và ban biên tập, tạo nên nguồn lực chuyên gia để bình xét bản thảo, cung cấp dữ liệu để có thống kê về năng suất lao động cũng như mức đóng góp trung bình, tạo ra các giải thưởng vinh danh cây bút bình duyệt chất lượng và năng suất, v.v.. Ý tưởng và phương pháp triển khai xuất sắc đã đưa việc bình duyệt bài thực sự trở nên cuốn hút, kết nối được 4 nhóm quan trọng: Nhà xuất bản - Chủ bút - Người bình duyệt - Các tổ chức khoa học.
Cái tên Publons là một sự tôn kính đối với "publon", đơn vị tối thiểu của tài liệu có thể xuất bản. Công ty được đăng ký tại New Zealand và có văn phòng tại London, Vương quốc Anh. Năm 2017, Publons đã được mua lại bởi Clarivate Analytics mở ra nhiều công cụ tích hợp mới trên hệ thống cho người dùng.

## Tính năng
Publons cung cấp một số công cụ chính bao gồm:
- Các công cụ để nhà xuất bản tìm kiếm, sàng lọc, liên hệ và thúc đẩy những người bình duyệt phản biện ngang hàng
- Dữ liệu và các ấn phẩm về hành vi bình duyệt ngang hàng toàn cầu
- Đào tạo phản biện cho các nhà nghiên cứu mới vào nghề
- Các tính năng dành cho giới học thuật để thảo luận và đánh giá nghiên cứu đã xuất bản

Người phản biện cũng có thể chọn có hoặc không cho phép nội dung đánh giá bình duyệt của họ có thể được truy cập mở sau khi xuất bản ấn phẩm được bình duyệt, mặc dù các tạp chí có thể chọn ghi đè điều này. Nội dung đánh giá được chia sẻ bằng giấy phép Creative Commons CC BY 4.0. Publons có quan hệ đối tác với nhiều nhà xuất bản và với các dịch vụ liên quan như hệ thống theo dõi ấn phẩm khoa học Altmetric và hồ sơ định danh nhà nghiên cứu ORCID.

## Ảnh hưởng và đón nhận
Tờ TechCrunch, một trang tin tức và phân tích công nghệ, nhận xét rằng sự thiếu minh bạch dẫn đến nhiều vấn đề trong quá trình xuất bản và Publons có ý định trợ giúp vấn đề đó. Thông tin nghiên cứu chỉ ra rằng mặc dù trang web hỗ trợ cho cả công tác bình duyệt ấn phẩm trước và sau khi xuất bản, nhưng không phải tất cả các bình duyệt đều được xuất bản theo các tiêu chuẩn xuất bản hiện có. Nhà xuất bản Nature lưu ý rằng bình duyệt ngang hàng là một công việc quan trọng và báo cáo về phản ứng của hai trong số những nhà phê bình giỏi nhất của Publons.
Publons gửi email hàng loạt không mong muốn cho các học giả để quảng cáo dịch vụ của mình. Điều này đã được các nhà cung cấp dịch vụ email trích dẫn là vi phạm các chính sách sử dụng được chấp nhận.

## Giải thưởng Publons Peer Review Awards
Giải thưởng Publons Peer Review Awards là sự công nhận dành cho những nhà biên tập và nhà bình duyệt đánh giá ngang hàng hàng đầu trên Publons. Giải thưởng Publons bắt đầu lần đầu tiên vào năm 2016. Vào năm 2017, một chương trình giải thưởng được gọi là Giải thưởng Sentinel đã được thêm vào, dành cho việc vận động, đổi mới hoặc đóng góp xuất sắc trong việc đánh giá đồng cấp về học thuật.
Nhiều nhà khoa học của Việt Nam cũng đã từng góp mặt trong các danh sách giải thưởng này.